# Lekkoatletyka na Letnich Igrzyskach Olimpijskich 1904 – trójskok z miejsca

Trójskok z miejsca podczas igrzysk olimpijskich w 1904 w Saint Louis rozegrano 3 września 1904 na stadionie Francis Field należącym do Washington University. Startowało 4 lekkoatletów, wszyscy ze Stanów Zjednoczonych. Rozegrano tylko finał. Był to drugi i ostatni raz, kiedy rozegrano tę konkurencję na igrzyskach olimpijskich. 

## Rekordy
| Rekord świata     | ?     | ?        |                 |               |
| Rekord olimpijski | 10,58 | Ray Ewry | Paryż (Francja) | 16 lipca 1900 |

## Finał
| lp | Imię i nazwisko | Wiek | Reprezentacja     | Wynik | Uwagi |
| -- | --------------- | ---- | ----------------- | ----- | ----- |
| 1  | Ray Ewry        | 30   | Stany Zjednoczone | 10,54 |       |
| 2  | Charles King    | 23   | Stany Zjednoczone | 10,16 |       |
| 3  | Joseph Stadler  | 17   | Stany Zjednoczone | 9,60  |       |
| 4  | Garrett Serviss | 25   | Stany Zjednoczone | 9,53  |       |

Ray Ewry, podobnie jak na poprzednich igrzyskach, dominował w konkursach skoków z miejsca – wygrał zdecydowanie.